# Торнеш
Торнеш (нем. Tornesch) — город в Германии, в земле Шлезвиг-Гольштейн. 
Входит в состав района Пиннеберг.  Население составляет 12 980 человек (на 31 декабря 2010 года). Занимает площадь 20,62 км². Официальный код  —  01 0 56 048.
Город подразделяется на 3 городских района.

## Города-побратимы
- Гмунден, Австрия (2004)[2]